# Paszk II

Paszk II vel Paszkowski vel Słuszewski

Paszk II (Packi, Paczki, Paczkowski, Paschen, Paschke, Paschki, Paske, Passke, Pastke, Paszke, Paszki, Paszkowski, Patiske, Patzke, Schluszewski, Sluschewski, Sluszewski, Słuszewski, Sluzewski, Służewski, Paszk-Sluzewski, Paszk-Słuszewski, Paszk-Słuszewski, Paszk-Studzieński,  Zadora odmienny albo Lew odmienny) – kaszubski herb szlachecki, według Przemysława Pragerta odmiana herbu Zadora albo Lew.

## Opis herbu
Herb występował w przynajmniej czterech wariantach. Opisy z wykorzystaniem zasad blazonowania, zaproponowanych przez Alfreda Znamierowskiego:
Paszk II (Paschke, Paschki, Paske, Passke, Pastke, Paszke, Paszki, Paszkowski, Patiske, Słuszewski, Paszk-Słuszewski, Zadora odmienny): W polu błękitnym głowa lwia złota, z takimż pierścieniem w nozdrzach i jęzorem czerwonym. Klejnot: nad hełmem bez korony trzy róże czerwone na łodyżkach ulistnionych zielonych. labry błękitne, podbite złotem.
Paszk IIa (Paszk II (Packi, Paczki, Paczkowski, Paschen, Paschke, Paske, Pastke, Paszki, Paszkowski, Patiske, Patzke, Słuszewski, Sluzewski, Służewski, Paszk-Sluzewski, Paszk-Słuszewski, Paszk-Studzieński, Zadora odmienny, Lew odmienny): Pole czerwone, głowa bez pierścienia, labry o wierzchu czerwonym.
Paszk IIb (Paschke, Paszki, Paszkowski, Słuszewski Ib, Sluszewski, Paszk-Słuszewski, Paszk-Studziński, Zadora odmienny): Głowa bez widocznego jęzora, pierścień z nozdrzy trzyma w paszczy, klejnot umieszczony w koronie.
Paszk IIc (Paschke, Paszki, Słuszewski Ic, Schluszewski, Sluschewski, Sluszewski, Sluzewski, Paszk-Sluszewski, Paszki-Sluzewski, Zadora odmienny): Głowa bez jęzora i pierścienia, ziejąca ogniem, klejnot umieszczony w koronie.

## Najwcześniejsze wzmianki
Wariant podstawowy znany z herbarzy: Ledebura (Adelslexikon der preussichen Monarchie von..), Nowy Siebmachera, Żernickiego (Die polnischen Stamwappen) oraz Uruskiego (Rodzina. Herbarz Szlachty polskiej). Wariant IIa podany przez WIncklera (Die nationalitaten Pomerellens), powtórzony przez Żernickiego (Der polnische Adel) i Nowego Siebmachera. Wariant IIb przytoczony przez Siebmachera, Ostrowskiego (Księga herbowa rodów polskich). Wariant IIc przytoczony przez Siebmachera.

## Herbowni
Paszk (Packi, Paczki, Paczkowski, Paschen, Paschke, Paschki, Paske, Passke, Pastke, Paszke, Paszki, Paszkowski, Patiske, Patzke) także z nazwiskiem odmiejscowym Słuszewski (Schluszewski, Sluschewski, Sluszewski, Sluzewski, Służewski). Warianty IIa i IIb używane były także przez rodzinę Paszk-Studzieńskich.
Drugim herbem rodziny Paszk był Paszk. Nie jest jasne dlaczego jedna rodzina używała dwóch herbów. Być może niektórzy jej członkowie przejmowali Zadorę małopolskich Paszkowskich. Ponadto klejnot wszystkich wariantów tego herbu jest identyczny z klejotem herbu rodziny Słuchowskich.